# Sprengel (Unternehmen)

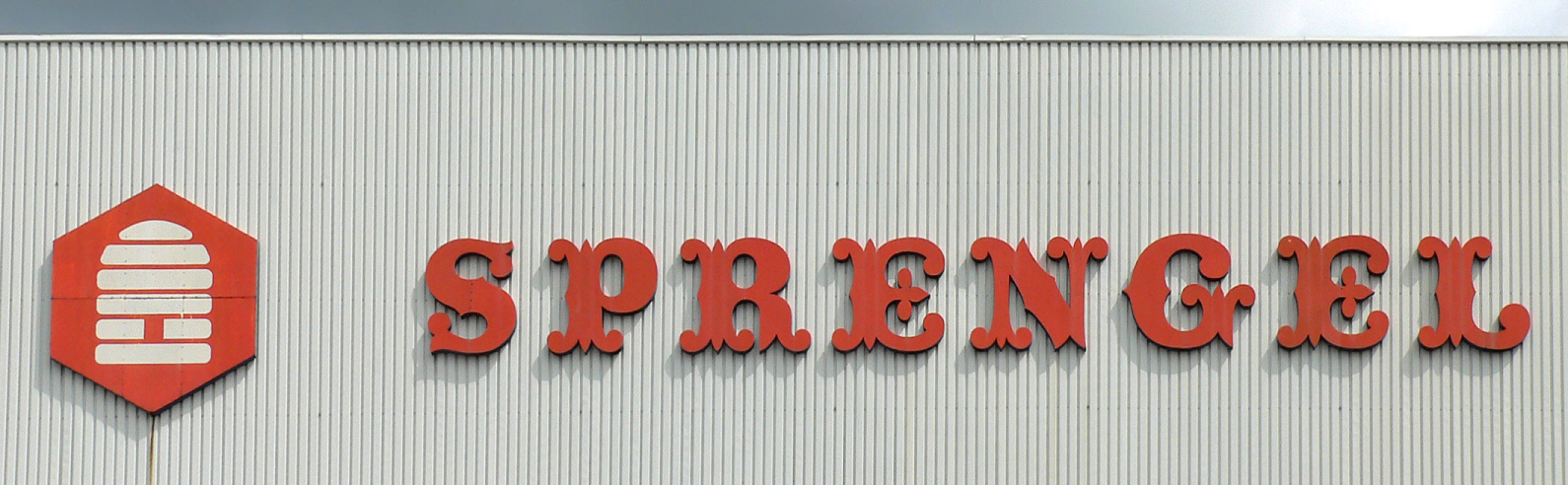
Markenzeichen und Schriftzug an einem Werksgebäude in Hannover

Sprengel war ein deutsches Lebensmittelunternehmen, das von 1851 bis 1986 bestand und hauptsächlich Schokolade in Hannover herstellte. Die gleichnamige Marke wird bis heute verwendet.

## Unternehmensgeschichte

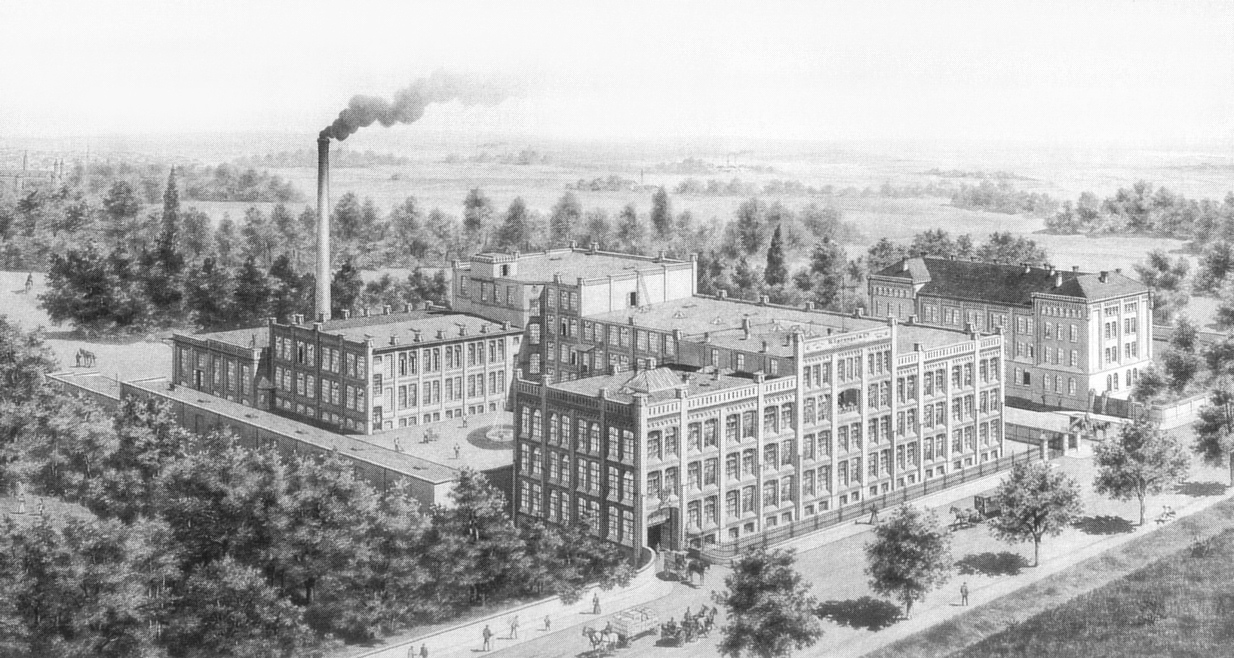
Schokoladenfabrik Sprengel in Hannover um 1895

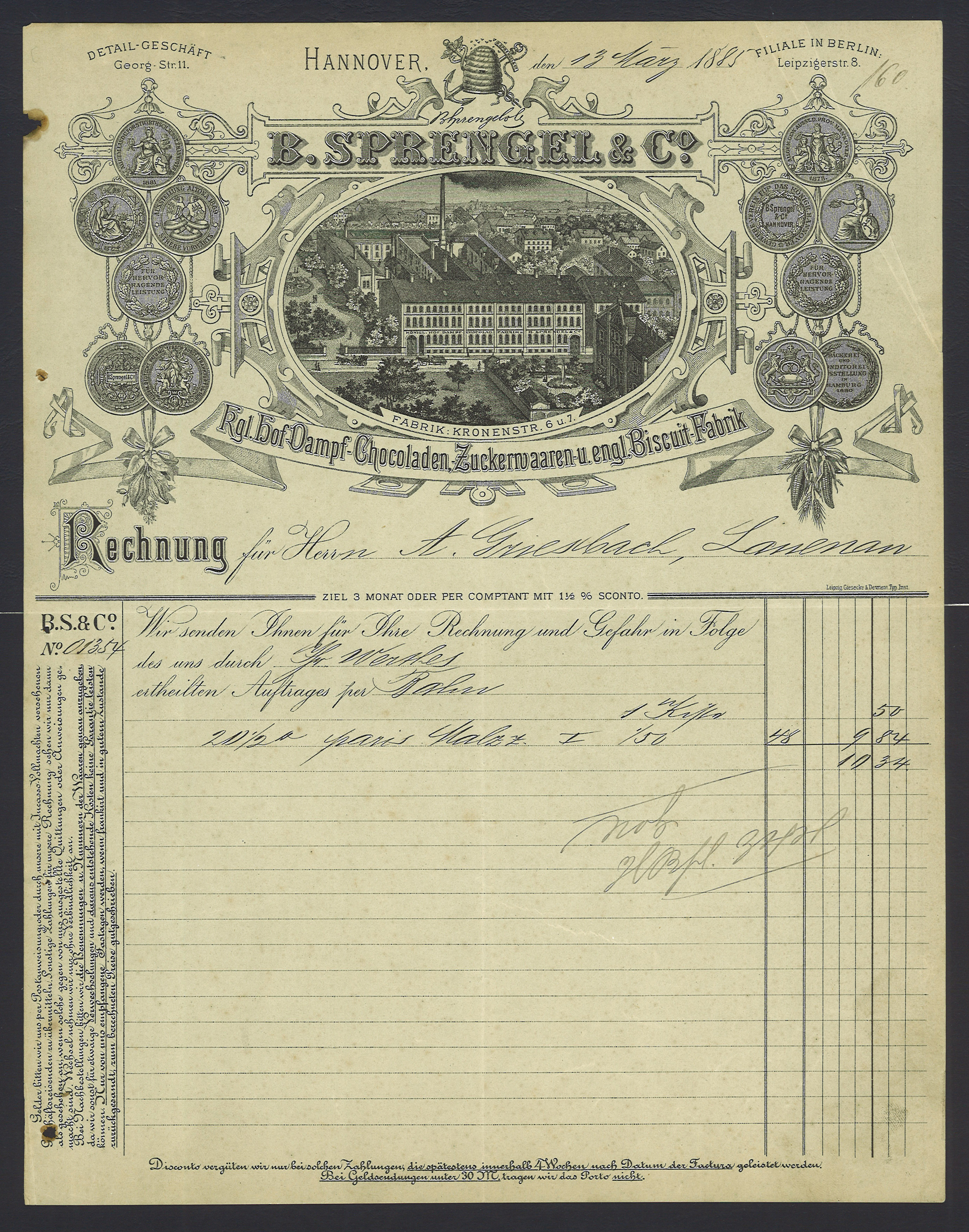
Rechnungsformular von 1885 mit Abbildung des Werks

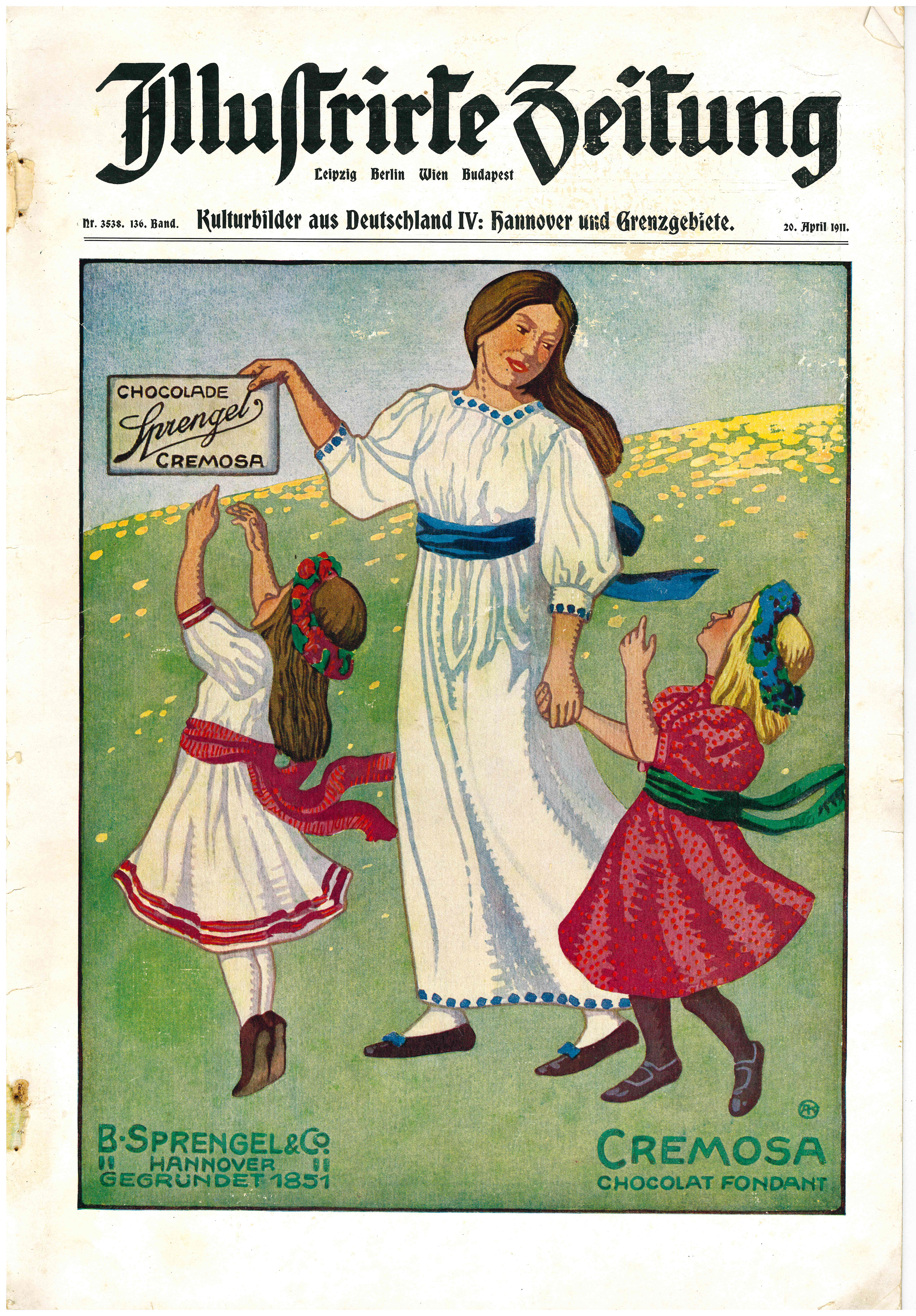
Änne Kokens Jugendstil-Werbung für die „Cremosa Chocolade“ von Sprengel in der Illustrirten Zeitung, 1911

Das Unternehmen wurde 1851 von Carl August Bernhard Sprengel unter der Firma B. Sprengel & Co. in Harburg bei Hamburg gegründet. Zwei Jahre später zog das Unternehmen nach Hannover um und stieg dort zum Königlichen Hoflieferanten auf. Markenzeichen von Sprengel waren von der Gründung an ein Bienenkorb und die Farbe Orange. Neben der klassischen 100-g-Schokoladen-Tafel gehörten auch andere Süßwaren mit Schokoladenüberzug zum Sortiment von Sprengel. Besonders bekannt wurde die Marke für ihre Erfrischungsstäbchen. 1936 wurde Sprengel als für die Wehrwirtschaft wichtiger Betrieb anerkannt, da es das Verpflegungsmittel Scho-Ka-Kola herstellte. Nach dem Zweiten Weltkrieg wurde die Schokoladenproduktion 1948 wieder aufgenommen und Sprengel entwickelte sich zu dem größten Unternehmen der Branche.
Der Einstieg des US-amerikanischen Lebensmittelkonzerns Nabisco 1967 bedeutete den Anfang vom Ende der Ära Sprengel. Fünf Jahre später baute Nabisco seinen Anteil auf knapp unter 100 % aus. 1979 übernahm Hans Imhoff als Besitzer des Kölner Schokoladenunternehmens Stollwerck das hannoversche Unternehmen von Bernhard Sprengel, einem Nachfahren des Unternehmensgründers. Das Stammwerk in der Nordstadt wurde nur ein Jahr später geschlossen. Seit 1986 ist Sprengel eine 100%ige Tochter von Stollwerck. Auch nach der Schließung des letzten Sprengel-Werks in Hannover-Vinnhorst im Jahr 2001 wird die Marke Sprengel bis heute weiter verwendet, jedoch nicht mehr ausschließlich für Schokoladenprodukte.
Schokoladenprodukte mit dem Markennamen Sprengel werden seit 2006 als lizenzierte Exklusivmarke bei Aldi Nord vertrieben, sie werden vom Unternehmen Ludwig Schokolade GmbH & Co. KG produziert, das seinerseits zur Krüger-Gruppe gehört. Rechteinhaber der Wort-Bild-Marke „SPRENGEL SEIT 1851“ ist seit 2011 die mit Stollwerck verbundene Alprose Schokolade in Caslano-Lugano in der Schweiz.

## Sprengel in Hannover heute

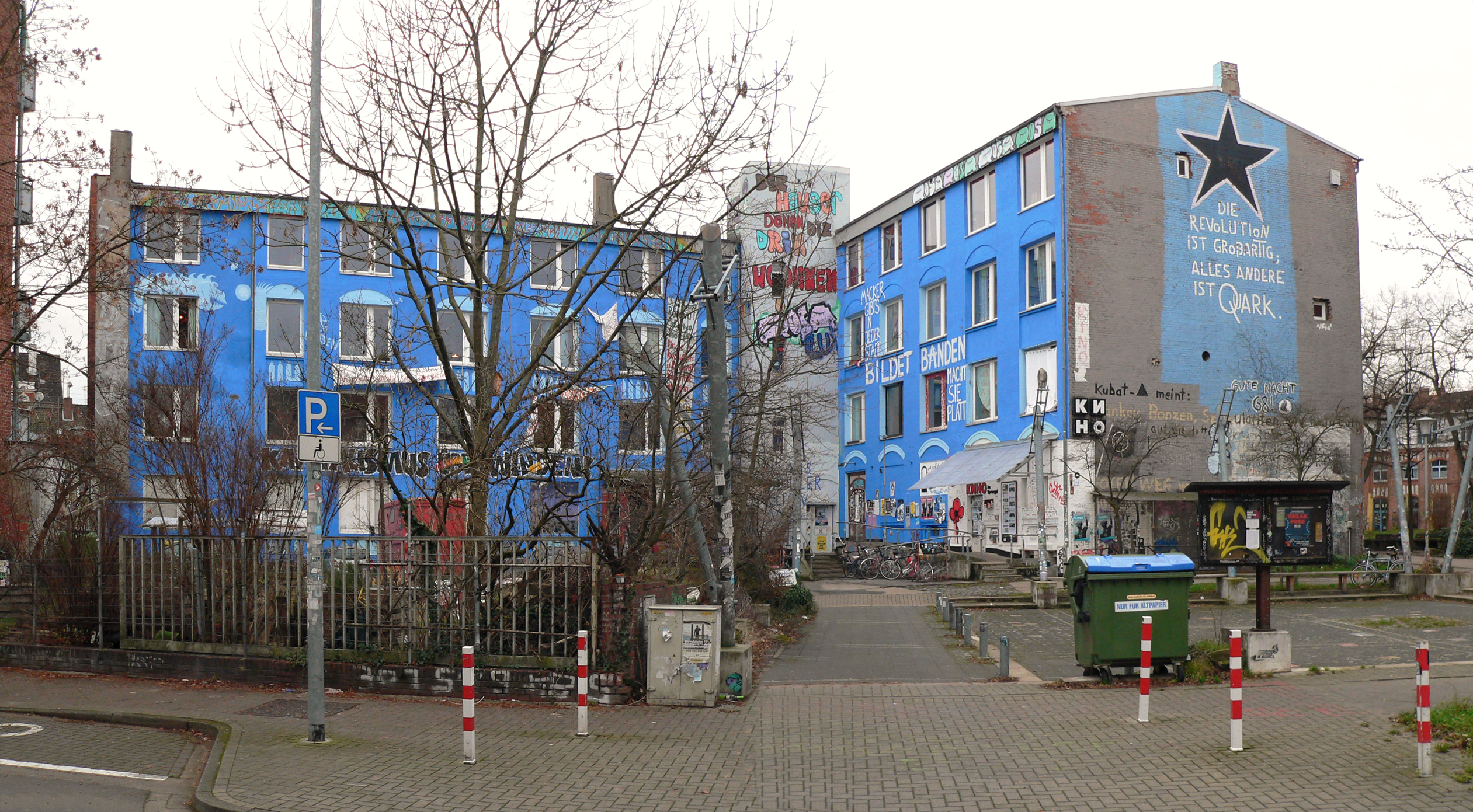
Ehemalige Kofferfabrik der Gebr. Grebenstein auf dem Sprengelgelände, 2020

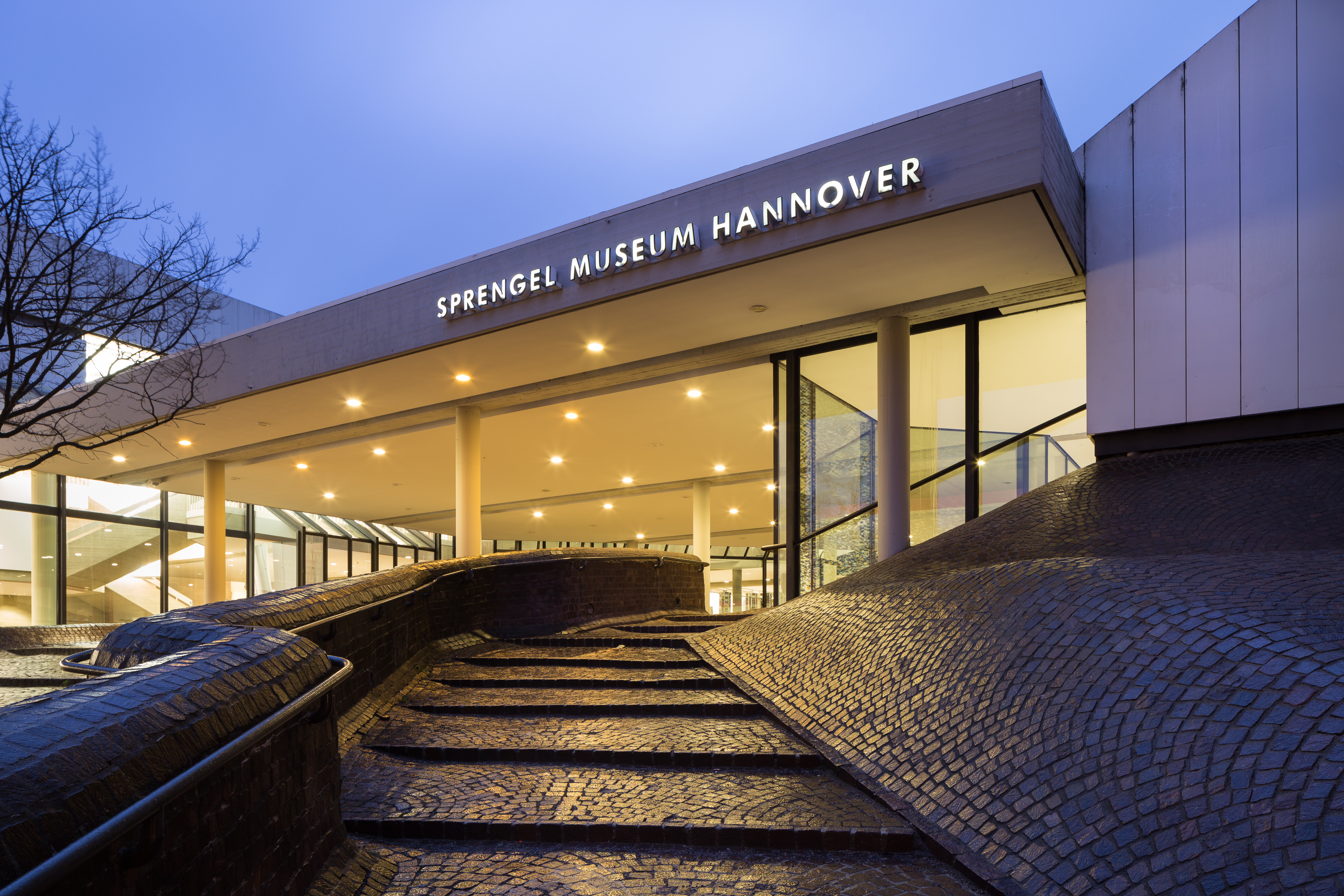
Eingang des Sprengel Museums

Der Name Sprengel ist in Hannover weiterhin präsent. Zum einen durch das Sprengelgelände im früheren Stammwerk in der Nordstadt, das sich nach Krawallen und Hausbesetzungen Anfang der 1980er Jahre zu einem alternativen Viertel entwickelt hat, zum anderen durch das Sprengel Museum für moderne Kunst, das nach Verkauf der Fabrik 1979 vom leidenschaftlichen Kunstsammler Bernhard Sprengel und seiner Frau Margrit gestiftet wurde.